# Мечтателки
„Мечтателки“ (на английски: Dreamgirls) е американски музикален драматичен филм от 2006 г. на режисьора Бил Кондън. Сценарият, написан от Кондън, е базиран на едноименния мюзикъл от 1981 г. на композитора Хенри Кригър и либретиста Том Ейън.

## Актьорски състав
| Актьор          | Роля               |
| --------------- | ------------------ |
| Джейми Фокс     | Къртис Тейлър      |
| Бийонсе Ноулс   | Дийна Джоунс       |
| Еди Мърфи       | Джими Ърли         |
| Дженифър Хъдсън | Ефи Уайт           |
| Дани Глоувър    | Марти Мадисън      |
| Аника Нони Роуз | Лоръл Мая Робинсън |
| Кийт Робинсън   | Си Си Уайт         |

## Награди и номинации
| Категория                               | Номиниран(и)                         | Резултат                    |
| Оскар (25 февруари 2007 г.)             | Оскар (25 февруари 2007 г.)          | Оскар (25 февруари 2007 г.) |
| --------------------------------------- | ------------------------------------ | --------------------------- |
| Най-добър звук                          | Най-добър звук                       | награда                     |
| Най-добра поддържаща женска роля        | Дженифър Хъдсън                      | награда                     |
| Най-добри декори                        | Най-добри декори                     | номинация                   |
| Най-добри костюми                       | Най-добри костюми                    | номинация                   |
| Най-добра поддържаща мъжка роля         | Еди Мърфи                            | номинация                   |
| Най-добра оригинална песен              | „Listen“                             | номинация                   |
| Най-добра оригинална песен              | „Love You I Do“                      | номинация                   |
| Най-добра оригинална песен              | „Patience“                           | номинация                   |
| Награда на БАФТА (11 февруари 2007 г.)  |                                      |                             |
| Най-добра актриса в поддържаща роля     | Дженифър Хъдсън                      | награда                     |
| Най-добра филмова музика                | Хенри Кригър                         | номинация                   |
| Златен глобус (15 януари 2007 г.)       |                                      |                             |
| Най-добър филм – мюзикъл или комедия    | Най-добър филм – мюзикъл или комедия | награда                     |
| Най-добър актьор в поддържаща роля      | Еди Мърфи                            | награда                     |
| Най-добра актриса в поддържаща роля     | Дженифър Хъдсън                      | награда                     |
| Най-добра актриса в мюзикъл или комедия | Бийонсе Ноулс                        | номинация                   |
| Най-добра оригинална песен              | „Listen“                             | номинация                   |
| Сателит (18 декември 2006 г.)           |                                      |                             |
| Най-добър филм – мюзикъл или комедия    | Най-добър филм – мюзикъл или комедия | награда                     |
| Най-добър звук                          | Най-добър звук                       | награда                     |
| Най-добър режисьор                      | Бил Кондън                           | награда                     |
| Най-добра актриса в поддържаща роля     | Дженифър Хъдсън                      | награда                     |
| Най-добри декори                        | Най-добри декори                     | номинация                   |
| Най-добри костюми                       | Най-добри костюми                    | номинация                   |
| Най-добър филмов монтаж                 | Най-добър филмов монтаж              | номинация                   |
| Най-добър адаптиран сценарий            | Бил Кондън                           | номинация                   |
| Най-добра актриса в мюзикъл или комедия | Бийонсе Ноулс                        | номинация                   |
| Най-добра оригинална песен              | „Listen“                             | номинация                   |
| Най-добра оригинална песен              | „Love You I Do“                      | номинация                   |